# Rue d'Alsace (Angers)
Pour les articles homonymes, voir Rue d'Alsace.
La rue d’Alsace se situant dans le centre-ville d’Angers. Elle relie le boulevard du Maréchal-Foch à la place du Ralliement.
La rue est entièrement piétonne. Seul un espace au centre de la chaussée est réservé au tramway.

## Histoire
À la fin du XVIIIe siècle, la place du Ralliement se trouve élargie par la démolition des églises Saint-Pierre, Saint-Maurille et Saint-Maimboeuf. À l'époque, les seules issues de la place étaient la rue des Forges (actuelle rue de la Roë), la rue de Flore (actuelle rue Saint-Maurille) et les rues Montauban et Saint-Denis.
En 1845, les fortifications qui entouraient le centre-ville sont démolies pour créer le boulevard du Maréchal-Foch. Afin de relier la place du Ralliement et ce nouveau boulevard, le percement d'une large voie est réalisé.
La rue d'Alsace est percée à travers des propriétés privées, maisons et jardins pour relier les deux espaces publics.
D'abord appelée rue Impériale, la rue prend le nom de l'ancienne province française d'Alsace en mémoire de sa séparation de la France par le traité de Francfort de 1871.
L'architecte angevin Hervé Moirin entreprend la construction des grands immeubles du bas de la rue en 1875.
En 1895, le Grand-Hôtel du Ralliement est agrandi pour y incorporer une salle des fêtes et un petit théâtre music-hall appelé Frantaisies angevines. Son agrandissement provoqua la disparition d'un passage commercial entre la rue d'Alsace et la rue Saint-Denis.
En 1901 les Nouvelles Galeries sont construites à l'emplacement d'un jardin. Un projet de redressement de la rue des Angles avec un élargissement jusqu'à la rue Saint-Julien est proposé à la ville. À la suite des difficultés des entrepreneurs à acheter les immeubles existant entre les deux voies, le projet n'aboutit pas,.
En 2011, le tramway d'Angers rend la rue entièrement piétonne. Elle fait figure de centre économique en tant qu'artère de pénétration principale pour accéder à la place du Ralliement.

## Photographies

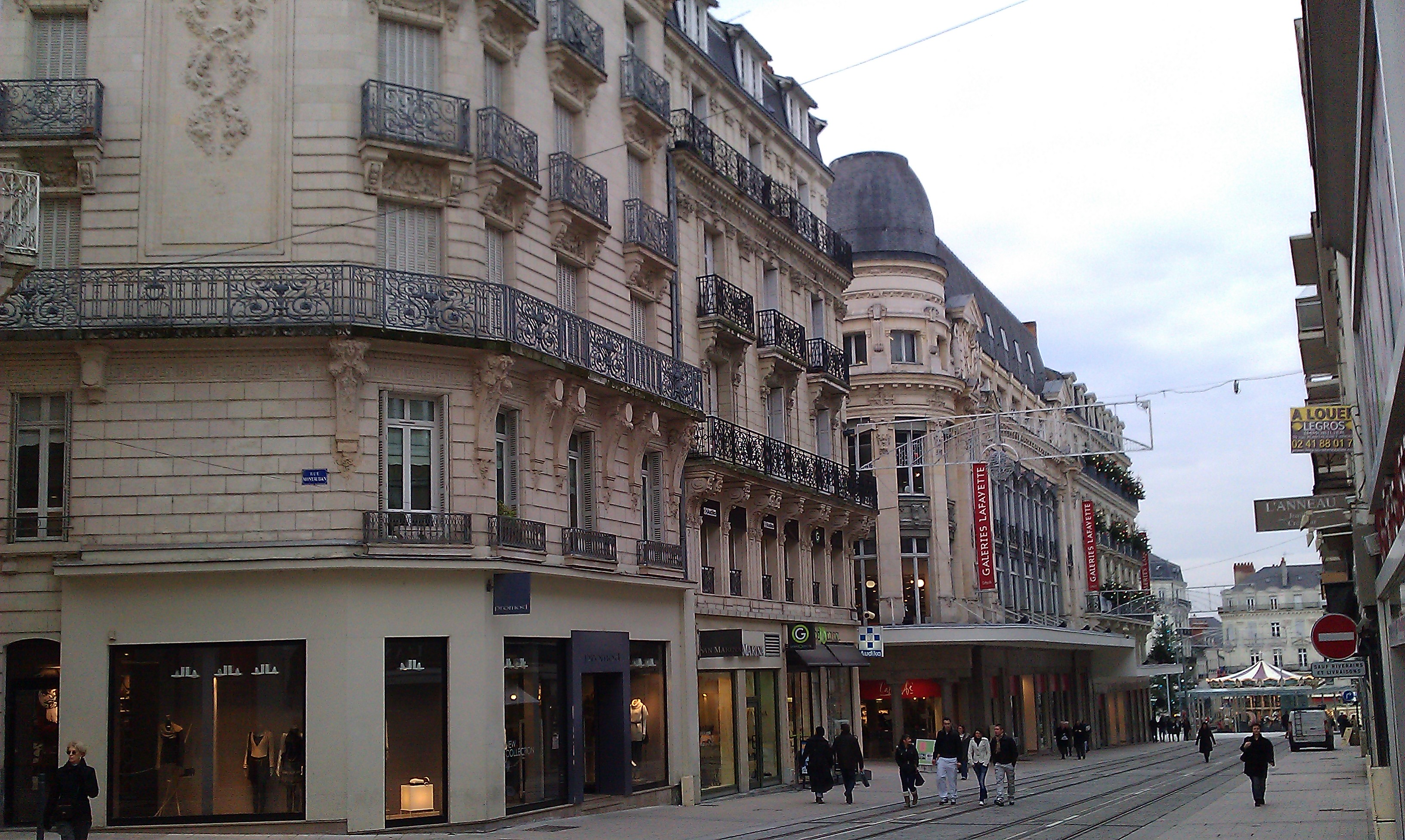
Grand-Magasin Galeries Lafayette
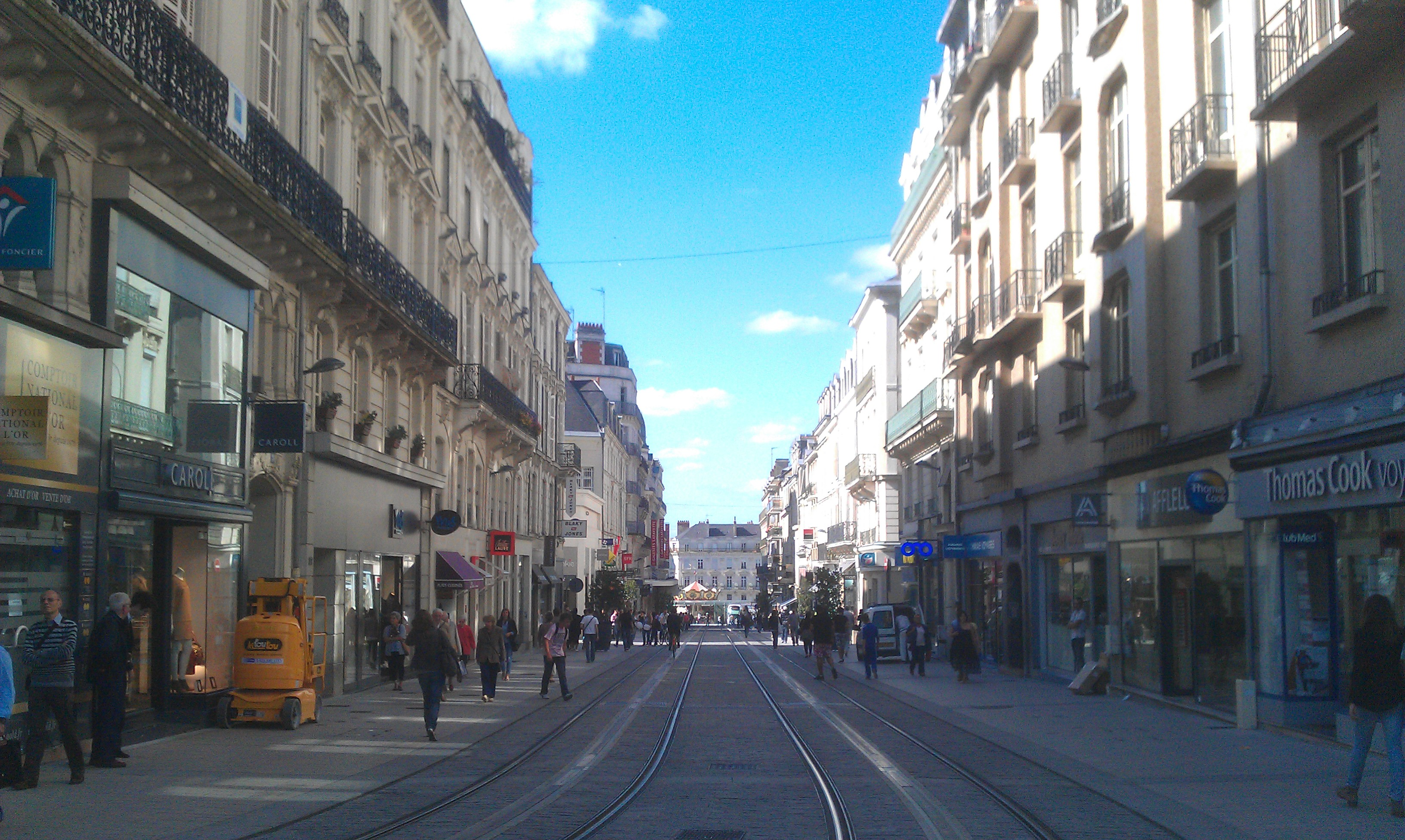
Vue du boulevard du Maréchal-Foch
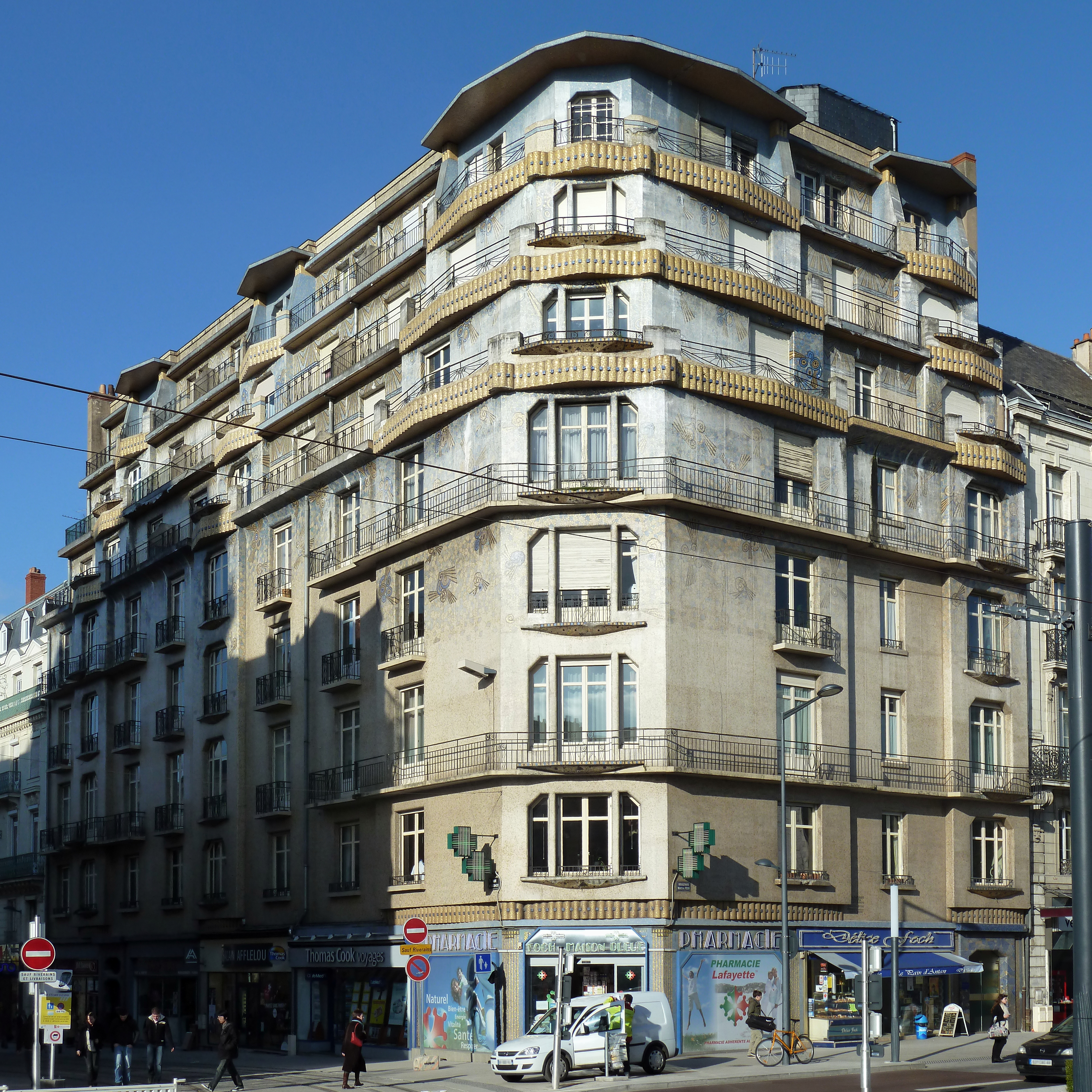
Maison bleue à l'angle de la rue d'Alsace et du boulevard du Maréchal-Foch